# Chorthippus
Chorthippus ist eine artenreiche Gattung der Feldheuschrecken. Zurzeit werden mehr als 230 Arten der Gattung zugeordnet.

## Merkmale
Die Arten der Gattung sind Feldheuschrecken mit kurzem, im Profil etwas spitz zulaufendem Kopf. Bei Ansicht von oben reicht der Scheitel (Vertex) spitz zulaufend etwas zwischen den Fühlerbasen nach vorn (Fastigium genannt). An der Scheitelkante sind zwei deutliche, rechteckige Scheitelgrübchen (Foveolae) ausgebildet. Die Antennen sind in beiden Geschlechtern fadenförmig, nur beim Weibchen bei manchen Arten schwach an der Basis verbreitert, und relativ lang. Das sattelförmige Pronotum besitzt einen deutlichen Mittelkiel, der etwa in seiner Mitte durch eine Einsenkung unterbrochen ist, diese kann in oder kurz vor bzw. hinter der Mitte liegen. Zwei deutliche Seitenkiele sind vorhanden, je nach Art sind sie fast parallelseitig, schwach nach hinten erweitert oder winklig geknickt: in der Mitte etwas verengt und dann plötzlich stark nach hinten erweitert. Der Hinterrand des Pronotum ist stumpfwinklig und nicht nach hinten verlängert. Zwischen den Mittelhüften ist kein Zapfen oder Tuberkel vorhanden. Vorder- und Hinterflügel sind entweder vollständig ausgebildet und reichen hinter die Hinterleibsspitze (flugfähige Tiere) oder, bei manchen Individuen oder Arten, mehr oder weniger weit verkürzt (brachypter). Der Vorderrand der Vorderflügel (Tegmina) ist vor der Randader (Costa) etwas wellenförmig in ein kleines, aber deutliches Präcostalfeld erweitert (dies fehlt sehr selten bei den Weibchen einiger Gattungen). Im Vorderflügel der Männchen können bei einigen, aber nicht allen Arten, das Costal-, Subcostal- oder Medialfeld deutlich erweitert sein. Die Hinterflügel sind glasartig durchsichtig (hyalin), bei wenigen Arten außen etwas verdunkelt. Die Öffnungen des Tympanalorgans am ersten Tergit des Hinterleibs können breit oval bis fast schlitzförmig verengt sein. Die Cerci sind kurz und kegelförmig, an der Spitze verrundet. Die Valven des umgestalteten weiblichen Ovipositors sind niemals außen gezähnt.
Die Gattung ist von den verwandten Gattungen an einem Merkmal gut differenzierbar, nämlich dem wellenförmig erweiterten Vorderrand der Vorderflügel (Präcostalfeld).

## Verbreitung
Die Gattung bewohnt ein riesiges Areal, das ganz Europa von der Arktis bis zum Mittelmeer, einen Teil Nordafrikas und fast ganz Asien, östlich bis Japan, umfasst. Sie hat ihren Verbreitungsschwerpunkt in der Paläarktis, kommt aber nach Süden bis ins tropische Indien vor. Eine einzige Art, Chorthippus curtipennis, lebt in Nordamerika.

## Phylogenie und Taxonomie
Die Gattung ist mit hoher Wahrscheinlichkeit paraphyletisch. Sie ist morphologisch gegenüber den verwandten Gattungen kaum bzw. fast nur negativ (anhand fehlender Merkmale) differenzierbar. Auch bei bisher keiner der molekularen Studien (anhand homologer DNA-Sequenzen) konnte ihre Monophylie wahrscheinlich gemacht werden. Die Gattung ist demnach, je nach Studie, gegenüber den Gattungen Stauroderus und Aeropus, zum Teil auch gegenüber weiteren wie Omocestus paraphyletisch. Auch die konventionellen Untergattungen (s. u.) wären demnach wohl keine monophyletischen Einheiten. Dies konnte auch bei morphologischen Studien bestätigt werden.
Zahlreiche Autoren haben Vorschläge unternommen, die Gattung aufzugliedern. Einem Vorschlag von Sergey Storozhenko, die Untergattungen Glyptobothrus und Chorthippus s. str. (unter Einschluss von Altichorthippus) zu Gattungen hochzustufen, wurde wegen der genannten Probleme kaum gefolgt. Ein jüngerer Vorschlag, die Artengruppe um die amerikanische Chorthippus curtipennis und die europäischen Chorthippus parallelus und Chorthippus montanus in eine eigene Gattung Pseudochorthippus auszugliedern sind bisher nur wenige gefolgt. Die meisten Autoren ziehen es bisher vor, die Gattung bis zu einer umfassenden Revision bestehen zu lassen.
Einige Artengruppen von Chorthippus sind sich morphologisch außerordentlich ähnlich und am besten über die Gesänge der Männchen differenzierbar. In jüngerer Zeit wurden aus Südeuropa sogar einige neue Arten beschrieben, die fast nur auf solchen Gesangsunterschieden beruhen.
Die Gattung wird häufig in die folgenden Untergattungen gegliedert. Diese sind aber mit hoher Wahrscheinlichkeit keine monophyletischen Einheiten:
- Untergattung Chorthippus s. str. Halsschild-Seitenkiele gerade, dazu gehören in Mitteleuropa beispielsweise[1]:
  - Weißrandiger Grashüpfer (Chorthippus albomarginatus)
  - Wiesengrashüpfer (Chorthippus dorsatus)
  - Sumpfgrashüpfer (Chorthippus montanus), (auch zu Pseudochorthippus gestellt)
  - Gemeiner Grashüpfer (Chorthippus parallelus) (auch zu Pseudochorthippus gestellt)
- Untergattung Altichorthippus. Halsschild-Seitenkiele in der Mitte undeutlich oder unterbrochen. Brachyptere Arten. Verbreitung: Ostasien.
- Untergattung Glyptobothrus. Halsschild-Seitenkiele winklig geknickt, dazu zählen in Mitteleuropa beispielsweise[1]:
  - Feldgrashüpfer (Chorthippus apricarius)
  - Steppengrashüpfer (Chorthippus vagans)
  - Kiesbank-Grashüpfer (Chorthippus pullus)
  - Nachtigall-Grashüpfer (Chorthippus biguttulus)
  - Brauner Grashüpfer (Chorthippus brunneus)
  - Verkannter Grashüpfer (Chorthippus mollis)

Die frühere Untergattung Megaulacobothrus (aus Ostasien) wird heute überwiegend als eigenständige Gattung aufgefasst.